# Svedjan, Gagnefs kommun
Svedjan är en by och småort i Gagnefs socken i Gagnefs kommun belägen sydväst om Djurås, men norr om Västerdalälven.